# 40-годишният девственик
„40-годишният девственик“ (на английски: The 40-Year-Old Virgin) е американска комедия от 2005 г. на режисьора Джъд Апатау. Стийв Карел изпълнява ролята на 40-годишния почитател на играчки Анди Стицър, чиито приятели решават да му помогнат да
изгуби девствеността си.